# Olympische Jugend-Sommerspiele 2014/Teilnehmer (Bhutan)
| Gelbes Symbol für Goldmedaillen mit stilisierten Olympischen Ringen | Graues Symbol für Silbermedaillen mit stilisierten Olympischen Ringen | Braundes Symbol für Bronzemedaillen mit stilisierten Olympischen Ringen |
| ------------------------------------------------------------------- | --------------------------------------------------------------------- | ----------------------------------------------------------------------- |
| —                                                                   | —                                                                     | —                                                                       |

Die Jugend-Olympiamannschaft aus Bhutan für die II. Olympischen Jugend-Sommerspiele vom 16. bis 28. August 2014 in Nanjing (Volksrepublik China) bestand aus zwei Athleten. Sie konnten keine Medaille gewinnen.

## Athleten nach Sportarten

### Leichtathletik
Mädchen
- Sangay Wangmo
200 m: 21. Platz

### Schießen
Jungen
- Chimi Rinzin
Luftgewehr 10 m Einzel: 20. Platz (Qualifikation)
Luftgewehr 10 m Mixed: 20. Platz (Qualifikation; mit Sarah Hornung  Schweiz)